# Ancylostoma caninum
Ancylostoma caninum ist ein vor allem bei Hunden vorkommender Hakenwurm. Er besiedelt als Parasit den Darm der Tiere und ist für Hunde stark pathogen. Der Hundehakenwurm ist auch für den Menschen pathogen, er kann als Larva migrans cutanea über die Haut beim Barfußlaufen auf mit Hundekot kontaminierten Böden eindringen. Gelegentlich wird der Parasit auch bei Katzen angetroffen, bei ihnen ist jedoch Ancylostoma tubaeforme wesentlich häufiger.

## Morphologie

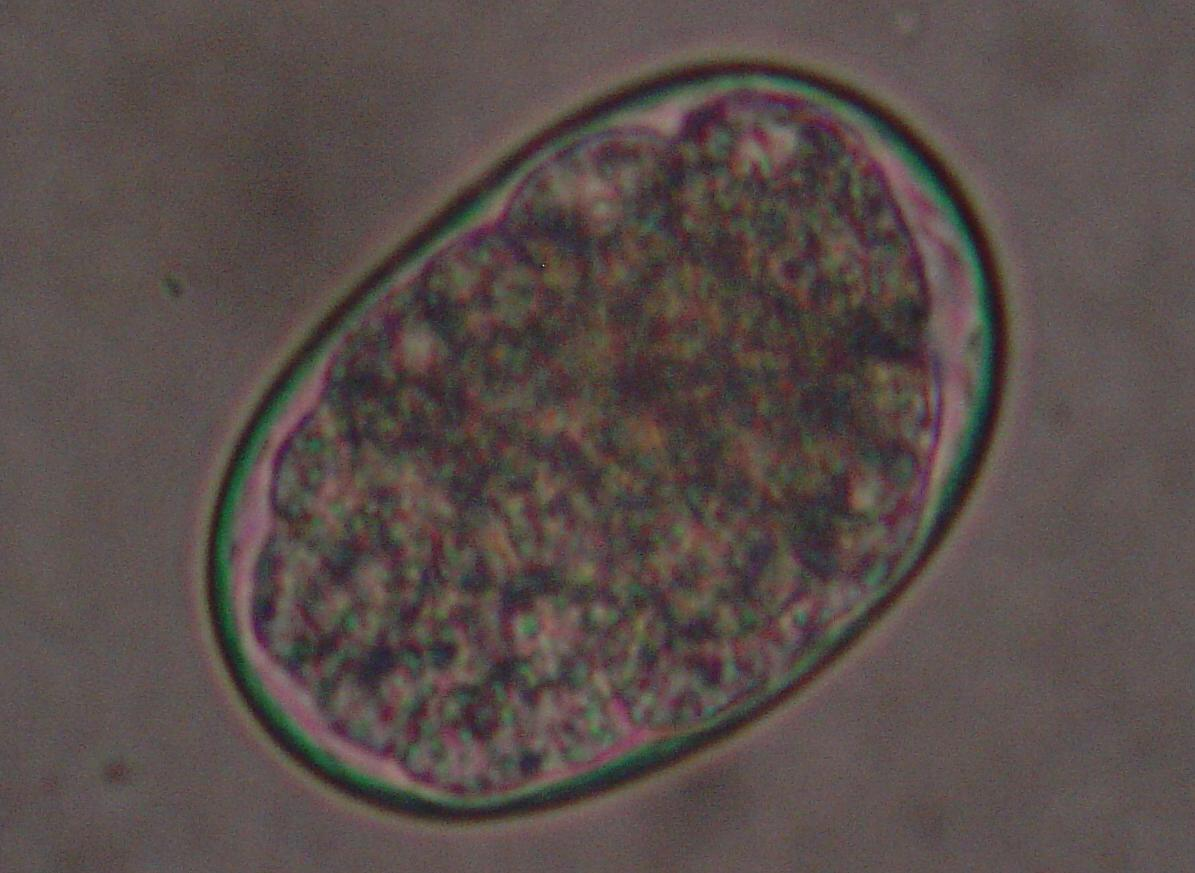
Ei von Ancylostoma caninum in 40facher Vergrößerung

Adulte Würmer sind 5 bis 15 mm lang und haben ein hakenförmig umgebogenes Vorderende. Die große Mundkapsel trägt Schneidplatten. Die dünnschaligen ovalen Eier sind etwa 65×40 µm groß und haben bei Ablage 4 bis 16 Furchungsstadien. Nach etwa 5 bis 8 Tagen schlüpfen daraus die Larven. Die Präpatenzzeit beträgt zwei bis vier Wochen.

## Klinik
Die Infektion erfolgt bei Welpen häufig über die Muttermilch (laktogen). Die infektiösen Larven können aber auch über die Haut eindringen oder peroral aufgenommen werden. Bei der peroralen Aufnahme können auch paratenische Wirte wie Nagetiere als Überträger eine Rolle spielen. 
Der Befall löst bei Hunden eine Blutarmut (Anämie), Abmagerung und oft blutige Durchfälle aus. Auch Lungenentzündungen (Bronchopneumonie) und Hautveränderungen können auftreten.
Die Bekämpfung adulter Würmer erfolgt mit gegen Fadenwürmer wirksamen Wirkstoffen (Wurmkur) wie Avermectine, Emodepsid, Febantel, Fenbendazol oder Flubendazol. In jüngerer Zeit wurden aber Stämme von Ancylostoma caninum beobachtet, die weitgehend resistent gegenüber vielen Anthelmintika und nur noch gegenüber Emodepsid empfindlich sind.